# Катерининський палац (Пушкін)
Катери́нинський палац, Великий Царськосільський палац, Великий Катерининський палац, Великий палац, Старий палац — колишній палац, офіційна літня резиденція 3-х російських імператриць — Катерини I, Єлизавети Петрівни й Катерини II; палац розташовано за 26 км на південь від центру Санкт-Петербурга у колишньому Царському Селі (тепер місто Пушкін).
Палац є Об'єктом культурної спадщини Росії. Входить до складу «Палацово-паркового ансамблю міста Пушкін і його історичний центр», що відноситься до Об'єктів Світової спадщини ЮНЕСКО «Історичний центр Санкт-Петербурга і пов'язані з ним комплекси пам'яток»
.
Будівля закладена у 1717 році за наказом російської імператриці Катерини I, на честь якої й була названа; протягом XVIII сторіччя неодноразово перебудовувалася і в сучасному вигляді представляє зразок пізнього бароко. За радянської доби у палаці відкрився музей. За німецько-радянської війни палац було сильно пошкоджено. Його відновлення зайняло довгі роки, яке й досі не завершено. Відновлення проводиться Ленінградською школою реставраторів на строго науковій основі.

## Історія
В історії та архітектурі палацу знайшли своє відображення як архітектурні віяння кожної з епох, що пережив палац, так й особисті пристрасті російських правителів того часу. Сам палац було закладено за проектом німецького архітектора Йоганна Фрідріха Браунштейна як літня резиденція московської цариці Катерини I. У серпні 1724 року на знак завершення будівництва, в палаці влаштували свято, під час якого «палили з 13 гармат тричі». На урочистостях був присутній імператор Петро І. За першим проектом палац був типовим для московської архітектури початку XVIII сторіччя, — невелика двоповерхова споруда в голландському стилі, — «на 16 світлиць». В 1743 році нова імператриця Єлизавета Петрівна доручила російським архітекторам Михайлу Земцову й Андрію Васильовичу Квасову розширити і упорядкувати палац. Саме за імператриці Єлизавети Петрівни палац придбав свій нинішній вигляд й стиль. У травні 1752 року вона доручила архітекторові Бартоломео Франческо Растреллі знову переоблаштувати палац, оскільки вважала його надто старомодним й малим. Після демонтажу, грандіозної перебудови й будівельних робіт, що тривали чотири роки з'явився сучасний палац, виконаний у стилі російське бароко. Понад 100 кілограмів золота пішло на позолоту витонченої обробки нового фасаду і численних статуй на покрівлі. Перед величним фасадом було розбито не менше величний «правильний» парк. 30 липня 1756 року відбулася презентація 325-метрового палацу враженим російським вельможам та іноземним гостям.
Традиційно палац також пов'язують з ім'ям Катерини II, хоча сама імператриця вважала цей «збитий крем» старомодним. Згідно з волею покійної імператриці Єлизавети, насамперед Катерина розпорядилася позолотити статуї в парку. Коли частина з них вже обробили, дізнавшись про вартість цих робіт, Катерина веліла їх призупинити. У своїх мемуарах вона посварила попередницю за марнотратство. Під все своє царювання вона розбудовувала палац і парк на свій смак, роблячи їх більш зручними для життя і скромнішими.

### Перебудова
Растреллі перебудував Великий (Катерининський) палац (1752—1756) в Царському Селі: продовжив вісь будівлі, що стала головною просторової координатою в його плані; велика протяжність двох паралельних анфілад парадних приміщень, масштаб яких наростає до центру — Великому залі й Картинній галереї, підкреслена винесенням парадних сходів в південно-західну частину будівлі. Ритмічна різноманітність ордерної системи фасаду, великі виступи колонад з розкріповками антаблемента над ними, глибокі западини вікон, створюють багату гру світлотінів, велика кількість ліпнини й декоративної скульптури, багатобарвність фасадів (блакитний й золотистий кольори) надають будівлі емоційний, насичений, святковий й дуже урочистий вигляд.
Зі спогадів графа С. Д. Шереметьєва: "У перший раз бачив я Великий Царськосільський палац в усій красі балу. (1863 рік) Танцювали у великому залі, а в прохідній галереї накрита була вечеря на незліченну кількість гостей. Сяяли дерев'яні колони з позолотою, перевиті гірляндами в смаку минулого сторіччя, горіли вогнями. Тоді ще ніхто не думав про електричне освітлення, й горіли незліченні свічки, як бувало за часів Катерини. Дивовижне було видовище, яке не можна забути… Я був тоді молодим офіцером й танцював мазурку з принцесою Катериною Петрівною Ольденбурзькою. "

### Палац після Жовтневого перевороту 1917 року
В період німецької окупації ансамбль сильно постраждав, палаци розграбовані, багато експонатів згоріли. Тепер ансамбль повністю відновлено реставраторами — М. В. Барановим, О. О. Кедринським, Н. М. Тумановой, І. П. Саутовим та іншими.
23 травня 2010 року генеральний директор Державного музею-заповідника «Царське Село» Ольга Таратинова повідомила журналістам про те, що до святкування 300-річного ювілею Царського Села відкриються кілька відреставрованих залів й павільйонів: "Відкриємо повторно відреставрований Тронний зал в Катерининському палаці. Відкриємо й абсолютно незнайомий для наших гостей зал з тієї половини палацу, у якій жила Катерина — арабеськовий зал. Зараз в ньому вже ведуться роботи по меблі й підбору штор.

## Архитектура
Величезний обсяг Великого палацу помітно відразу. Крім того, симетрична осьова система накладних портиків фасаду палацу відповідає основним просторовим координатам плану парку.

## Зали й кімнати палацу

### Бурштинова кімната
Бурштиновий кабінет або Бурштинова кімната — одне з найвідоміших приміщень Великого Катерининського палацу. Основне оздоблення Бурштинової кімнати виготовлено на початку XVIII сторічуя в Пруссії, й 1716 року подаровано прусським королем Фрідріхом Вільгельмом I московському царю Петру I; в 1746 доповнено й змонтовано у Зимовому палаці в Санкт-Петербурзі, й у 1755 році перенесено в Царське Село.
За німецько-радянської війни оздоблення Бурштинової кімнати вивезено німцями до Кенігсбергу. Подальша доля кімнати невідома. З 1979 року у Санкт-Петербурзі велася робота по відтворенню Бурштинової кімнати; у 2003 році до 300-річчя Санкт-Петербурга вона відновлена в повному обсязі, в тому числі на німецькі кошти.

### Дворцовая церковь
Храм було влаштовано у північному флігелі в період 1746-1756 років. Кілька разів реставрувався після пожеж 1820 й 1863 років. У його оформленні брали участь Савва Іванович Чевакінський, Франческо Бартоломео Растреллі, Василь Петрович Стасов та інші.
Інтер'єр церкви був практично знищений в період німецької окупації Пушкіна й до теперішнього моменту не відновлено. З 1993 року в церкві іноді проходять молебні.

### Ліонська зала
Ліонська зала — один з найбільш парадних інтер'єрів Катерининського палацу, що створювався за задумом архітектора Чарльза Камерона в 1781—1783 роках. Свою назву зал отримав завдяки обробці стін шовком, виготовленим в Ліоні.
Останній раз Ліонська зала була відкрита 22 червня 1941 року. З 6-го червня 2019 року, майже через 80 років, знову доступна для відвідувань.
У роки Другої світової війни були знищені декор стін і розпис стелі. Від колишнього оздоблення збереглося 25 предметів меблевого ансамблю з використанням лазуриту. На щастя, зберігся і паркет з набірного дерева з перламутровими вставками, вивезений фашистами до Німеччини і повернений в 1947 році.
Реконструкція Ліонської зали проводилася на основі збережених палацових описів, архівних документів і фотографій зали. Шовкова тканина відтворена на ліонської мануфактурі «Прелль», в архівах якої збереглися зразки тканини і ниток з виконаного в 1866 році замовлення російського Імператорського двору. Лазуритові елементи оздоблення відтворені фахівцями Царскосельской бурштинової майстерні із застосуванням напівдорогоцінного каміння з родовища в Афганістані, який використовувався і в середині XIX століття. Печі та паркет будуть повернуті до зали пізніше.

## Світлини

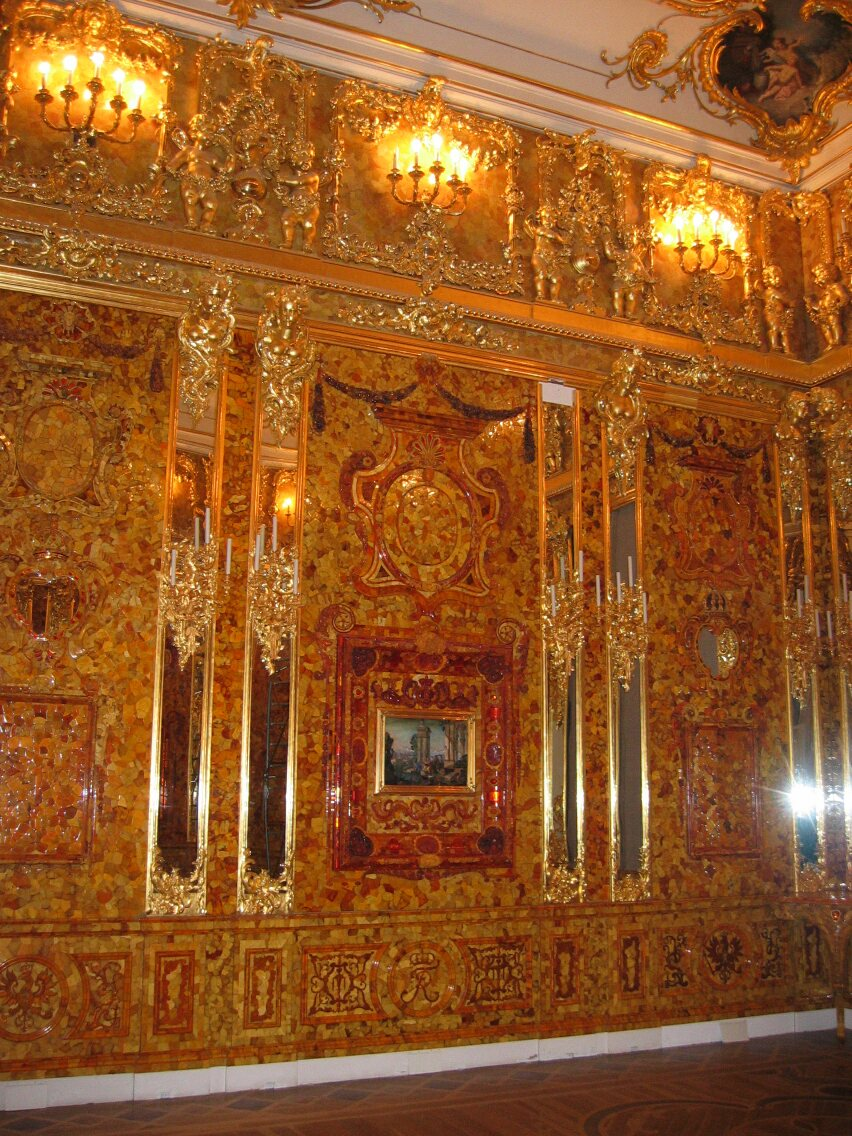
Відтворена Бурштинова кімната
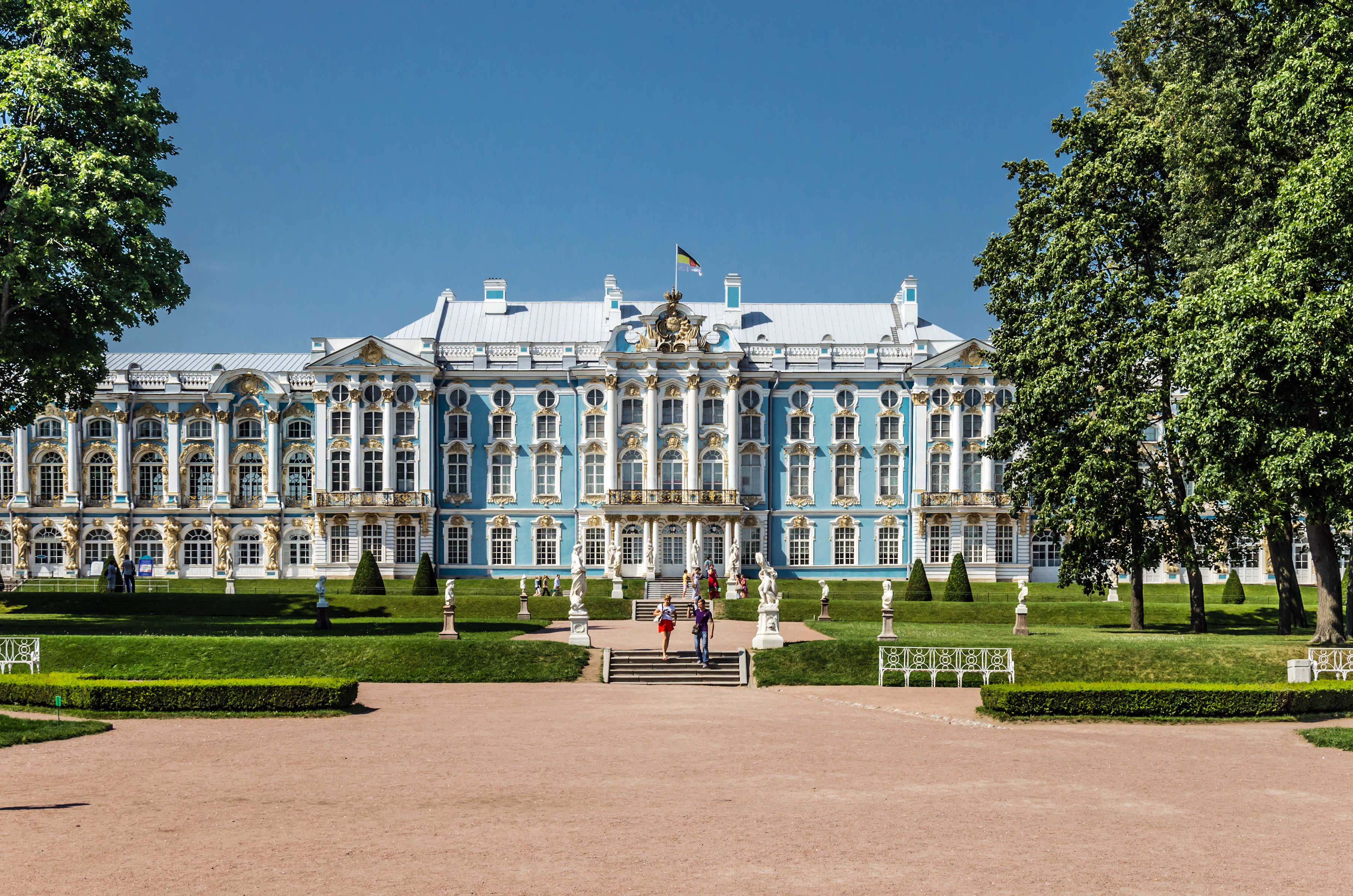
Південна сторона
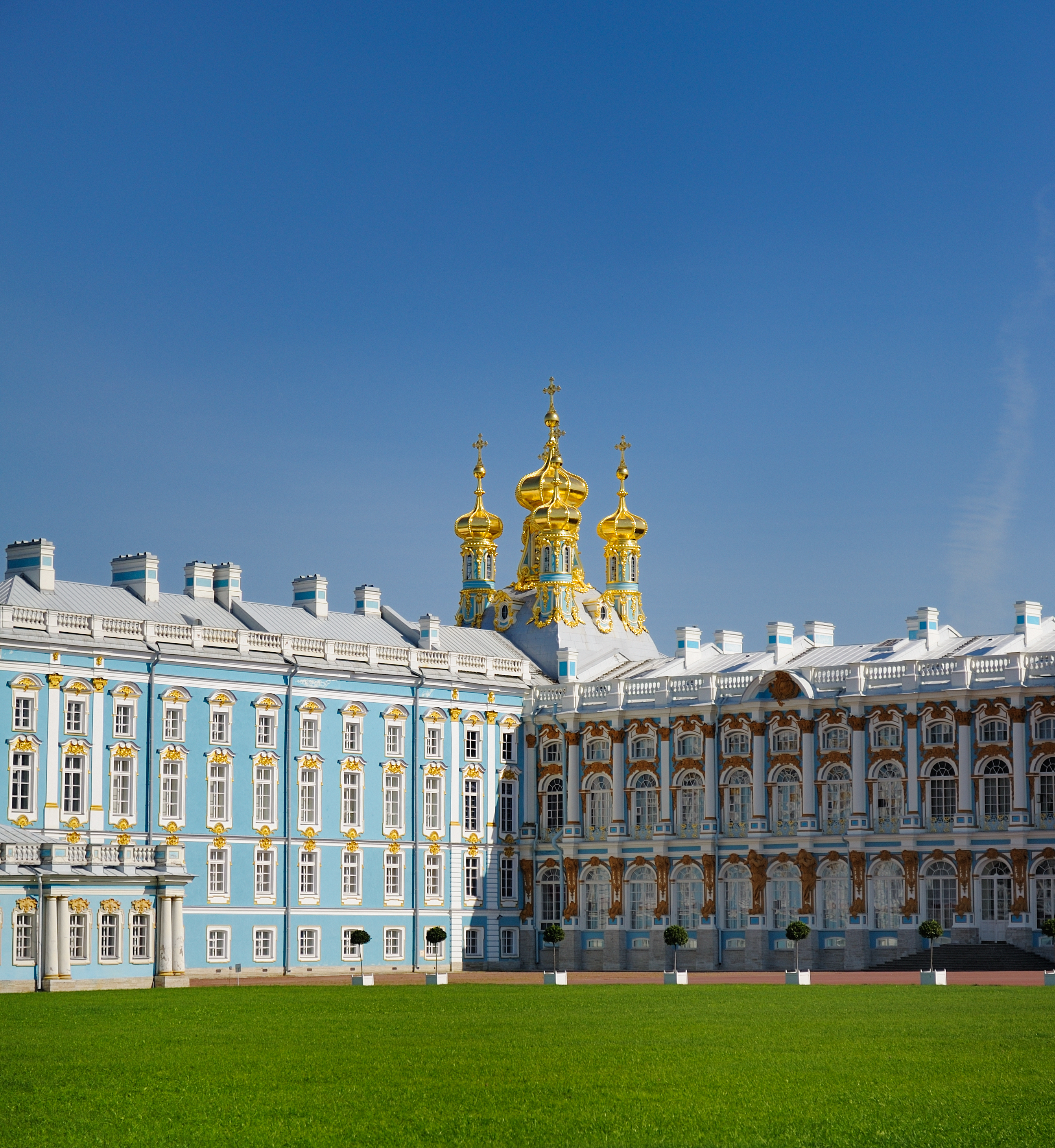
Бокове крило й домашній храм
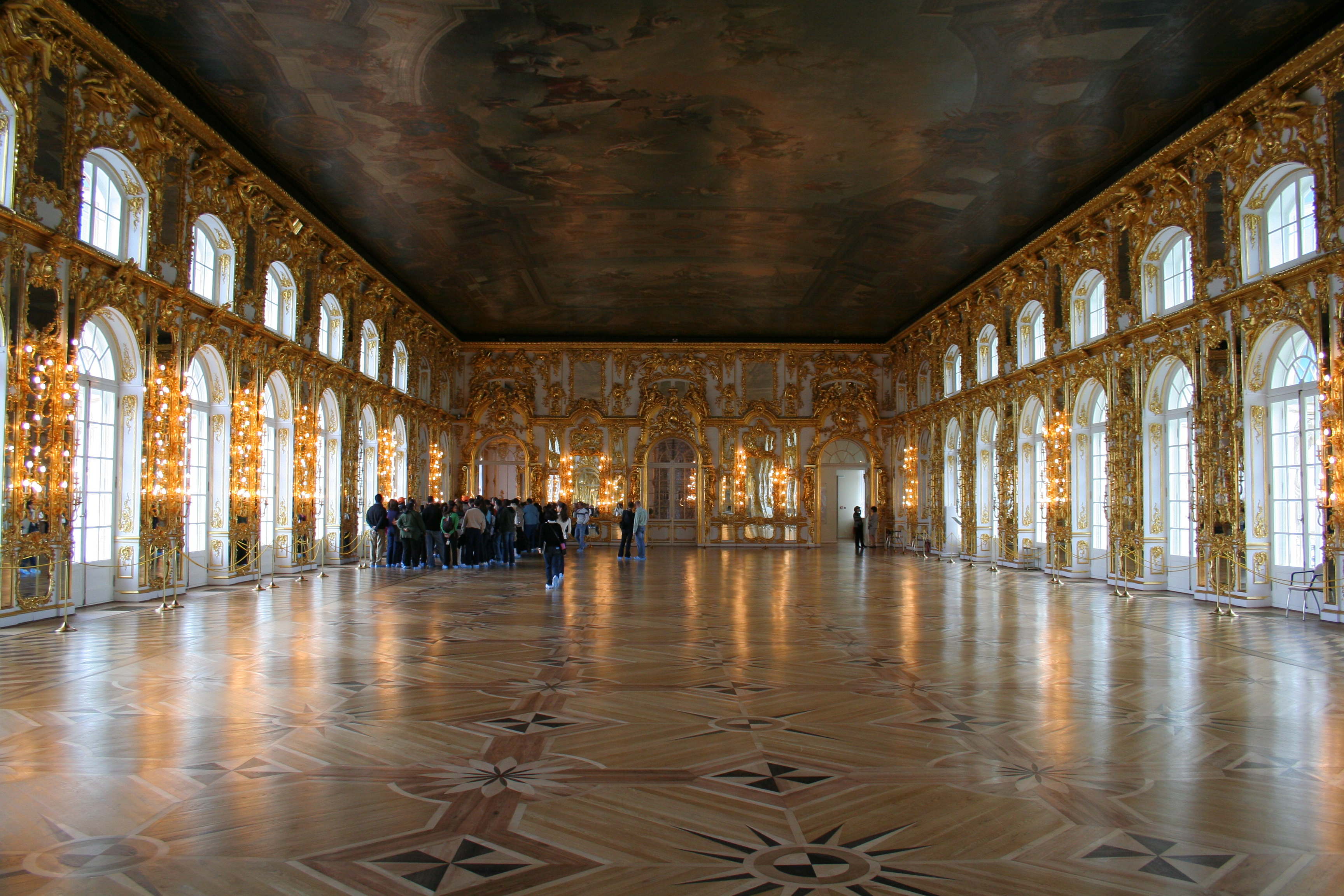
Бальна зала
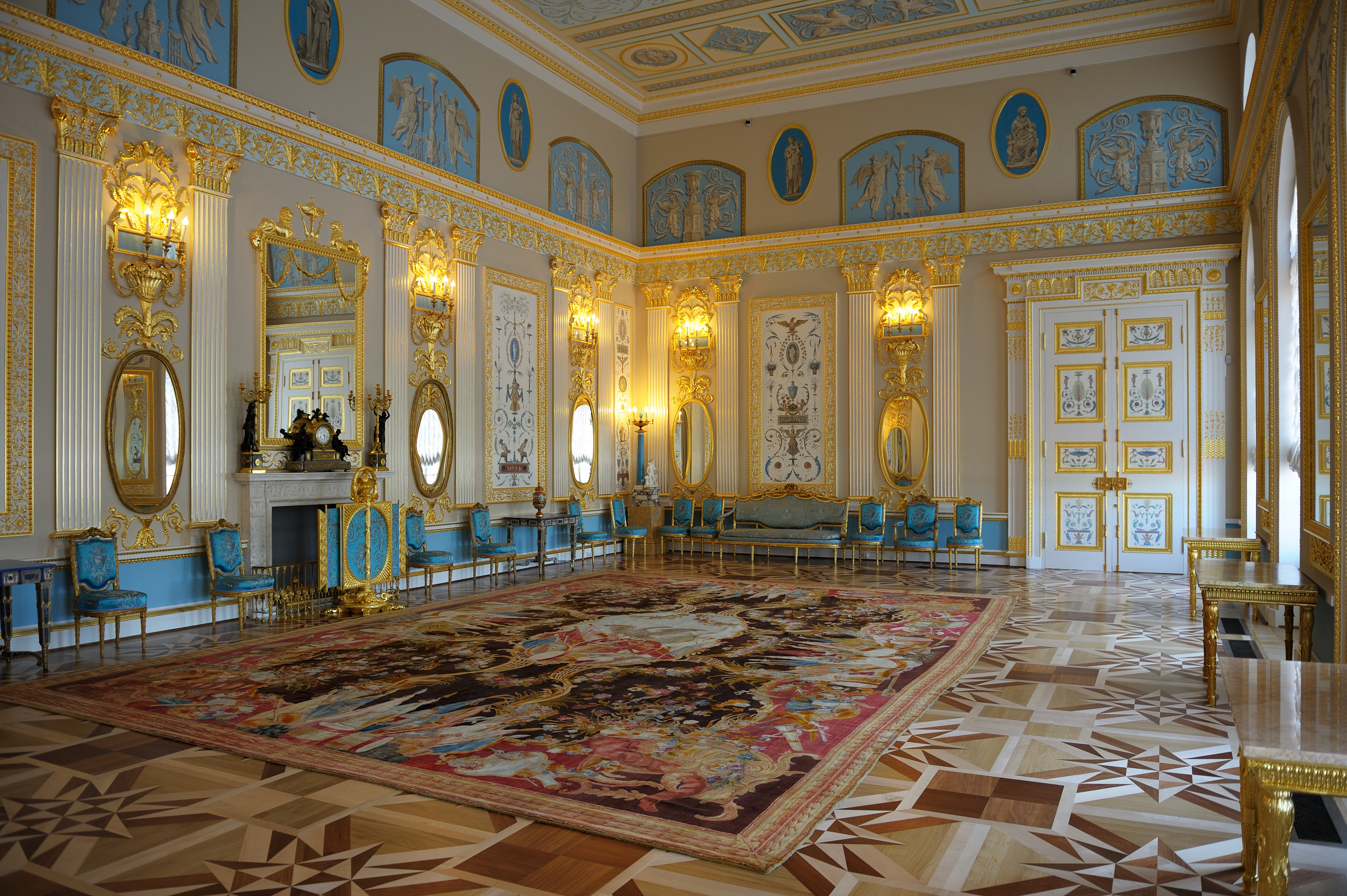
Арабескова зала, що відкрилася у 2010 році
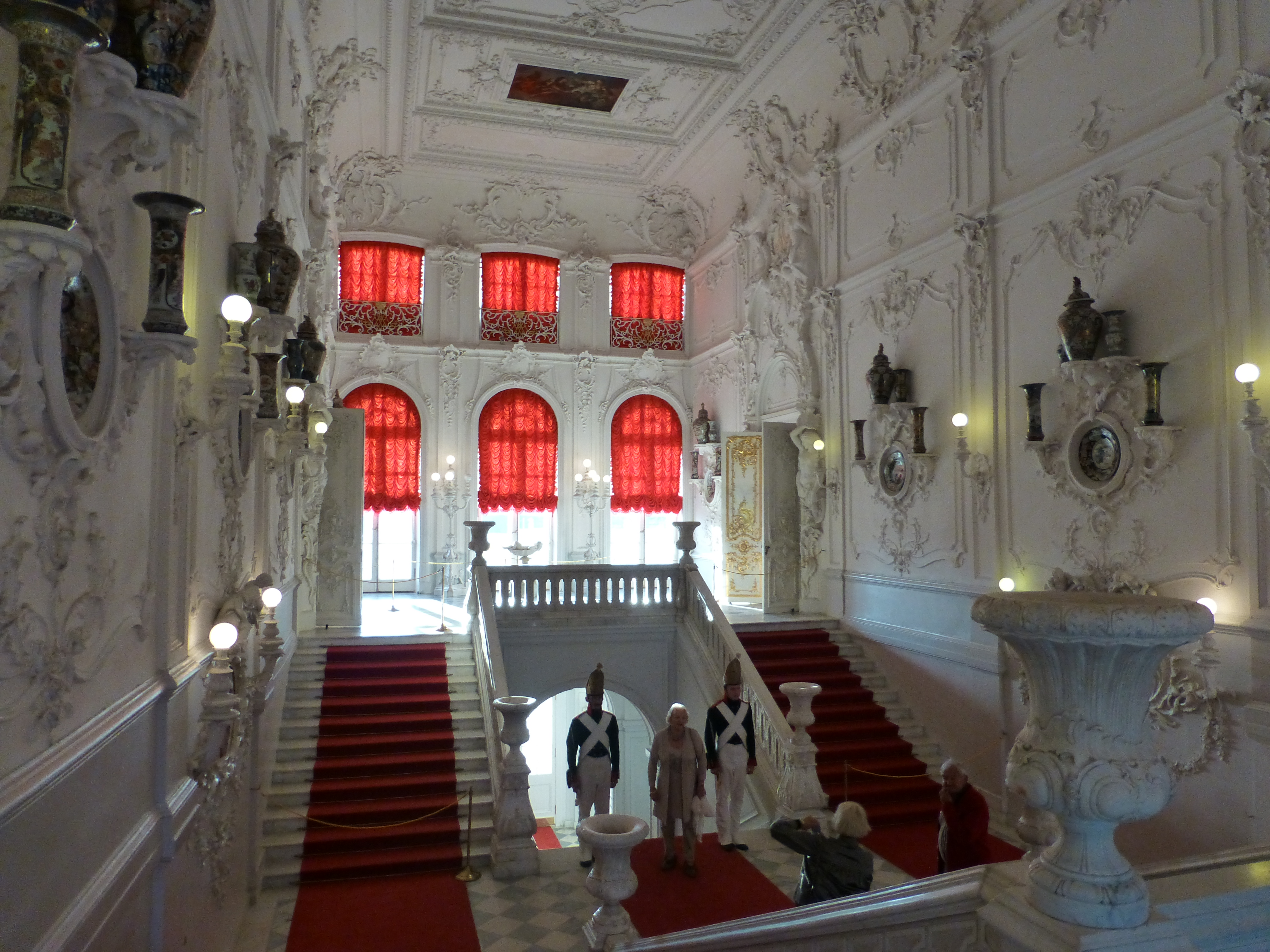
Парадні сходи
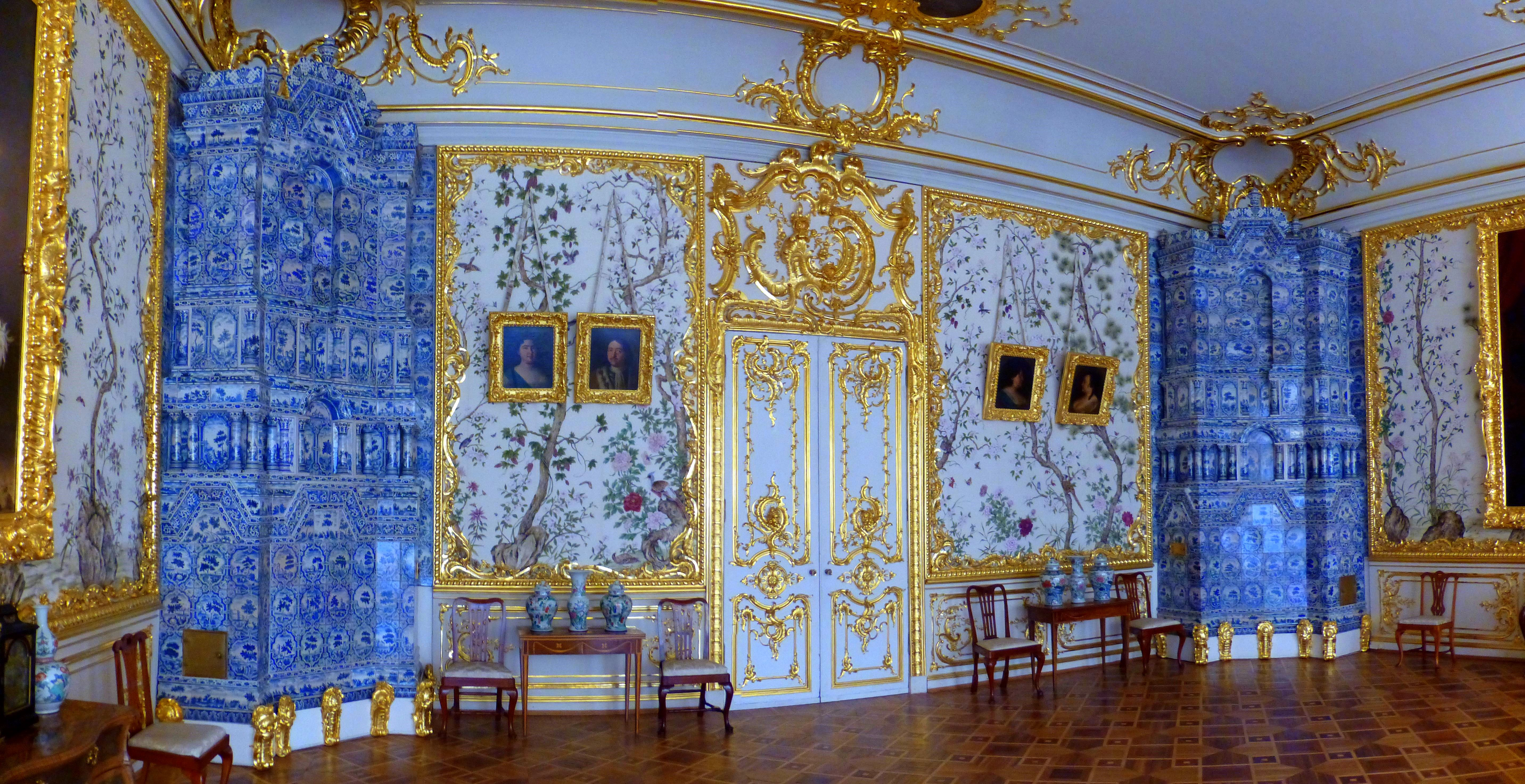
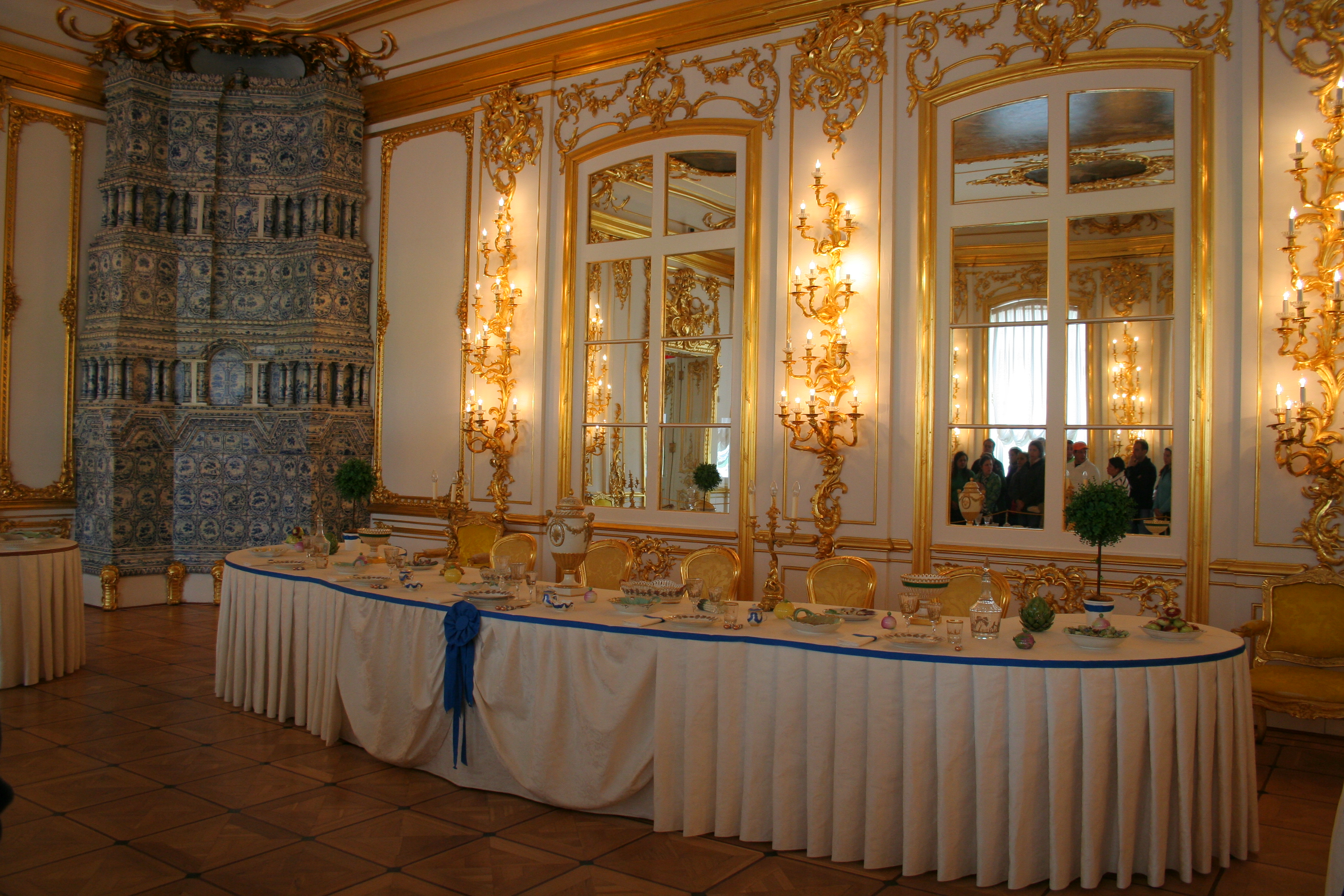
Їдальня
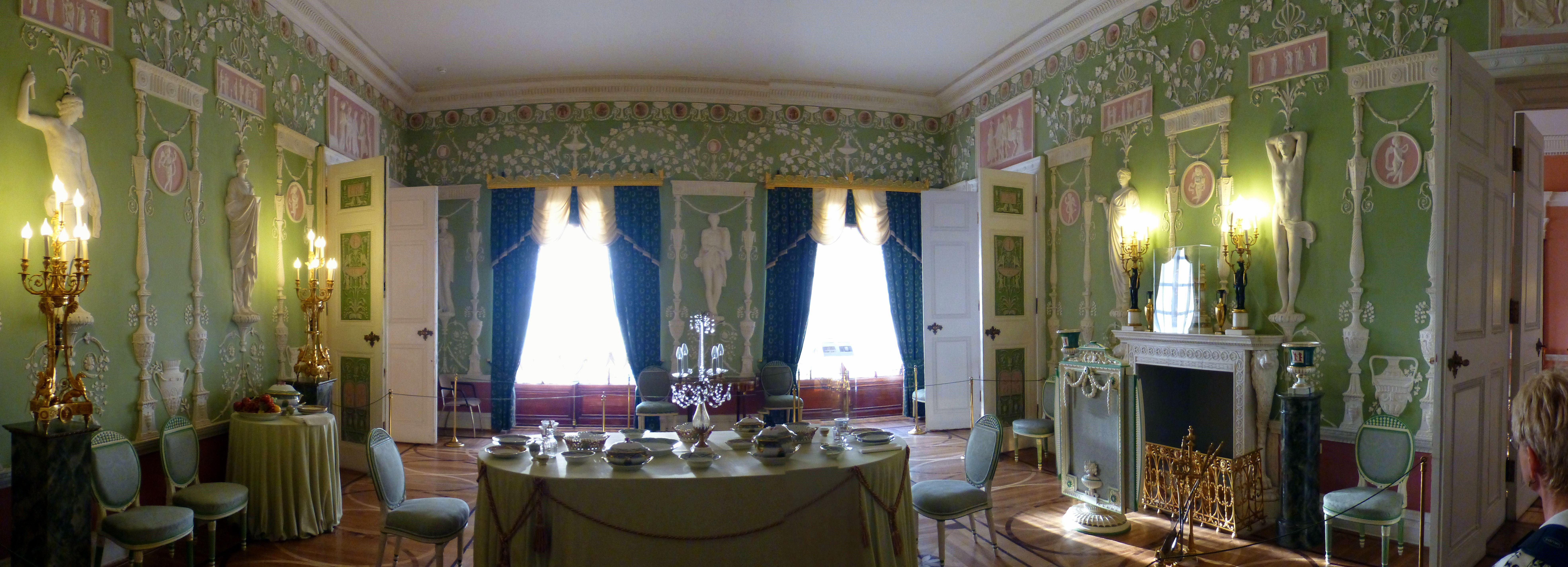
Зелена їдальня